# Abdallah al-Ghalib
Abu Muhammad Abdallah al-Ghalib ibn Muhammad (arabisch أبو محمد عبد الله الغالب بن محمد, DMG Abū Muḥammad ʿAbd Allāh al-Ġālib b. Muḥammad; * 1517; † 21. Januar 1574) war zwischen 1557 und 1574 zweiter Sultan der Saadier in Marokko.

## Leben
Abdallah al-Ghalib war der dritte Sohn des ersten Sultans der Saadier, Muhammad asch-Schaich. Seine zwei älteren Brüder starben bereits 1550 bzw. 1551, sodass er zum Thronfolger aufrückte. Er wurde von seinem Vater, nachdem dieser Fès von den Wattasiden erobert hatte, als Statthalter von Fès eingesetzt und gab der Stadt ihre verlorengegangene politische Stabilität und wirtschaftliche Prosperität zurück. Er fungierte auch als Vizekönig von Marrakesch.
Auf Anstiften des von der osmanischen Regierung als Beylerbey (Gouverneur) von Algier eingesetzten Hassan ibn Khair ad-Din, Sohn von Khair ad-Din Barbarossa, ermordeten türkische Offiziere am 23. Oktober 1557 Muhammad asch-Schaich, in dessen Dienst sie als vermeintliche Deserteure getreten waren. Der 40-jährige Abdallah al-Ghalib wurde nach familieninternen Machtkämpfen Nachfolger seines Vaters als Sultan von Marokko und lieferte der vorrückenden Armee des Beylerbey von Algier im März/April 1558 nördlich von Fez die unentschiedene Schlacht von Wadi al-Laban, woraufhin Hassan ibn Khair ad-Din sich wieder zurückzog.
Anschließend konnte Abdallah al-Ghalib, der seine Hauptstadt 1558 von Fès nach Marrakesch verlegte, die Herrschaft der Saadier in Marokko trotz innerer und äußerer Bedrohungen weiter festigen. Mehrere Aufstandsbewegungen  wie jene von Abd al-Muman in Marrakesch im Dezember 1558 ließ er niederschlagen. Drei seiner jüngeren Brüder, al-Mamun, Abd al-Malik und Ahmad al-Mansur, flohen bald und suchten Unterstützung durch das Osmanische Reich. Während al-Mamun auf Anstiften von Abdallah al-Ghalib in Tlemcen in Algerien ermordet wurde, begaben sich die beiden anderen Brüder nach Konstantinopel und konnten erst nach dem Tod von Abdallah al-Ghalib 1576 bzw. 1578 den marokkanischen Thron besteigen.
Durch ein Bündnis mit Philipp II. von Spanien suchte Abdallah al-Ghalib die Ansprüche der Osmanen abzuwehren. Daher griff er auch nicht zugunsten der Morisken von Andalusien bei deren Aufstand gegen Philipp II. (1568–71) ein. Ebenso wenig war er bereits zuvor gegen die 1564 erfolgte Eroberung von Peñón de Vélez de la Gomera durch García de Toledo eingeschritten, bei welchem Unternehmen 150 türkische Soldaten den Tod gefunden hatten. Dem König von Navarra, Antoine de Bourbon, überließ er für den Austausch von 500 Soldaten die nordmarokkanische Hafenstadt Ksar es-Seghir. Darüber hinaus förderte er auch den Seehandel mit England, um die portugiesische Bedrohung der Küstengebiete abzuwehren. Allerdings konnten die von seinem Sohn Abu Abdallah angeführten Truppen im März/April 1562 nicht die von den Portugiesen gehaltene Festung Mazagan erobern.
Da die Beziehungen mit europäischen Mächten, insbesondere das Bündnis mit dem christlichen Spanien und die verweigerte Unterstützung für die Morisken Andalusiens, in der Bevölkerung und bei den Rechtsgelehrten auf Ablehnung stieß, bemühte sich Abdallah al-Ghalib durch einen demonstrativ frommen Lebensstil sowie der Errichtung von Madrasas und Moscheen unter anderem in Marrakesch und Fès den religiösen Kreisen im Reich entgegenzukommen. Er erneuerte etwa 1570 in Marrakesch die Medersa Ben Youssef. Auch suchte er u. a. gute Beziehungen zum Dschazuliyya-Sufiorden zu etablieren. Jedoch entledigte er sich nicht nur unliebsamer Familienmitglieder, sondern misstraute auch diversen religiösen Führern. So ließ er den islamischen Rechtsgelehrten Abu Abdallah Muhammad al-Andalusi, der zum Aufstand gegen seine Herrschaft aufgerufen hatte, am 19. April 1573 in Marrakesch kreuzigen. Ferner bekämpfte er wie bereits sein Vater den Einfluss der Sufis von Fès, zu denen etwa der Qādirīya-Orden gehörte und die von Abdul al-Wahid al-Wanscharīsī, dem Sohn von Ahmad al-Wanscharīsī, angeführt wurden.
In Marrakesch führte Abdallah al-Ghalib große Bauprojekte durch. Er ließ nicht nur die Medersa Ben Youssef restaurieren, sondern auch in der Kasbah einige aus der Almohaden-Zeit stammende Gebäude wie den Palast, die Moschee und ihr Minarett erneuern. Ferner ordnete er die Errichtung des jüdischen Viertels (Mellah) von Marrakesch an und ließ dessen Bewohnern seinen Schutz angedeihen.
Abdallah al Ghalib starb am 21. Januar 1574 im Alter von 57 Jahren an einem Asthmaanfall. Nachfolger wurde sein Sohn Abu Abdallah, dessen Regentschaft von 1574 bis 1576 andauerte.